# Ghiacciaio Mikado
Il ghiacciaio Mikado è un ghiacciaio lungo circa 10 km, situato nell'entroterra della costa nord-occidentale dell'isola Alessandro I, al largo della costa della Terra di Palmer, in Antartide. Il ghiacciaio, il cui punto più alto si trova a oltre 900 m s.l.m., fluisce verso ovest-nord-ovest scorrendo tra il versante meridionale delle cime Hornpipe e quello settentrionale dello sperone Mahler fino a unire il proprio flusso a quello del ghiacciaio Sullivan.

## Storia
Il ghiacciaio Mikado è stato mappato grossolanamente durante la spedizione britannica nella Terra di Graham, nel 1937, mentre è stato delineato più dettagliatamente nel 1960 da D. Searle, cartografo del British Antarctic Survey (al tempo ancora chiamato "Falkland Islands Dependencies Survey", FIDS), sulla base di fotografie aeree scattate durante la spedizione antartica di ricerca comandata da Finn Rønne, svoltasi nel 1947-48, ed è stato così battezzato nel 1977 dal Comitato britannico per i toponimi antartici in omaggio all'operetta Il Mikado, scritta dal compositore britannico Arthur Sullivan.